# Tanacetum cinerariifolium
Il piretro della Dalmazia (Tanacetum cinerariifolium (Trevir.) e Sch.Bip.) è una specie di pianta angiosperma dicotiledone della famiglia delle Asteraceae (sottofamiglia Asteroideae, tribù Anthemideae (Eurasian grade) e sottotribù Anthemidinae).

## Etimologia
Il nome generico (Tanacetum), derivato dal latino medioevale  “tanazita” che a sua volta deriva dal greco ”athanasia” (= immortale, di lunga durata) probabilmente sta a indicare la lunga durata dell'infiorescenza di questa pianta; in altri testi si fa riferimento alla credenza che le bevande fatte con le foglie di questa pianta conferissero vita eterna. L'epiteto specifico (cinerariifolium) significa "con foglie simili a quelle della Cineraria".
Il nome scientifico della specie è stato definito dai botanici Ludolph Christian Treviranus (1779-1864) e Carl Heinrich Schultz (1805-1867) nella pubblicazione " Ueber die Tanaceteen...Haardt" ( Tanaceteen 58) del 1844.

## Descrizione

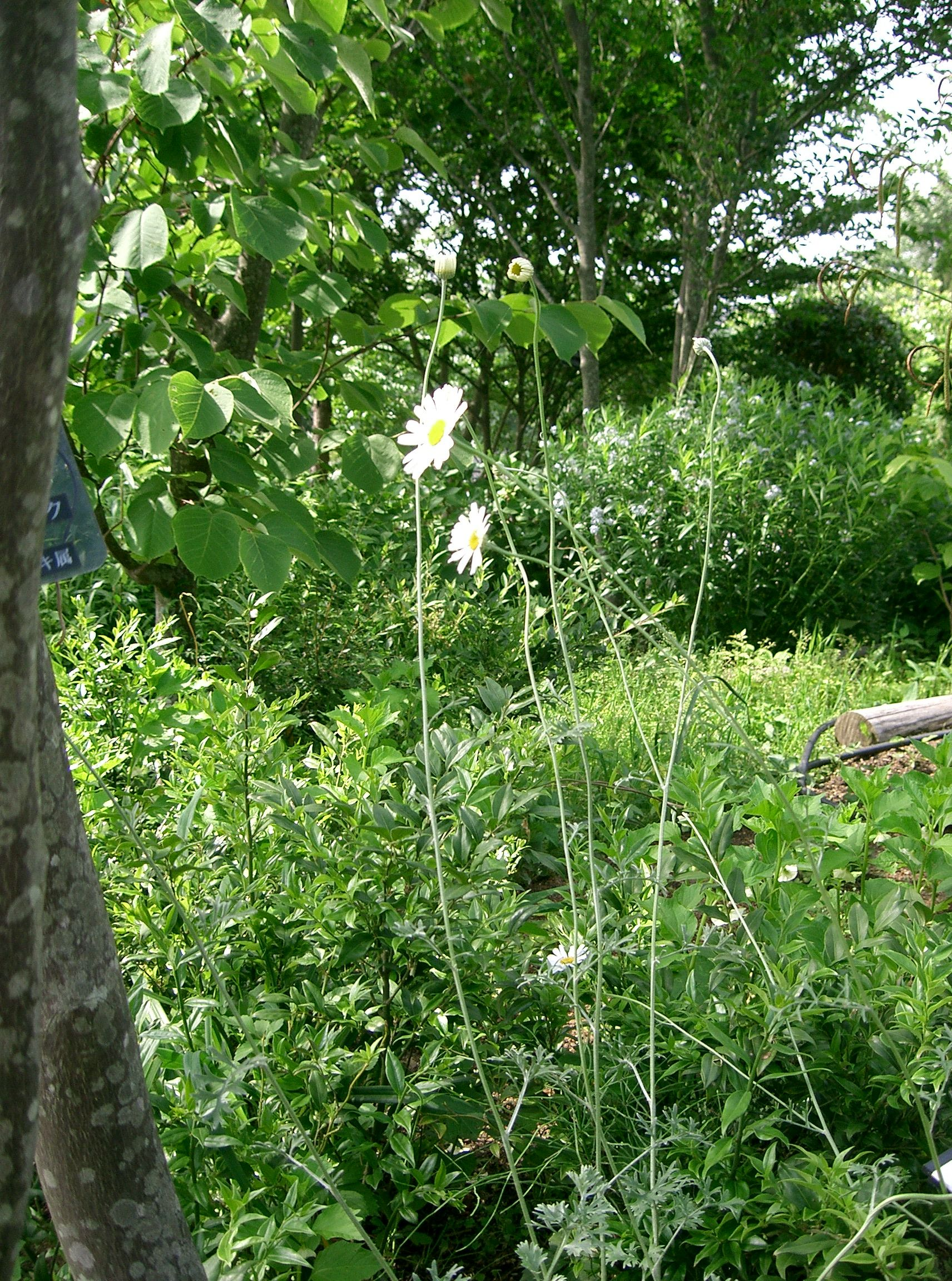
Il portamento

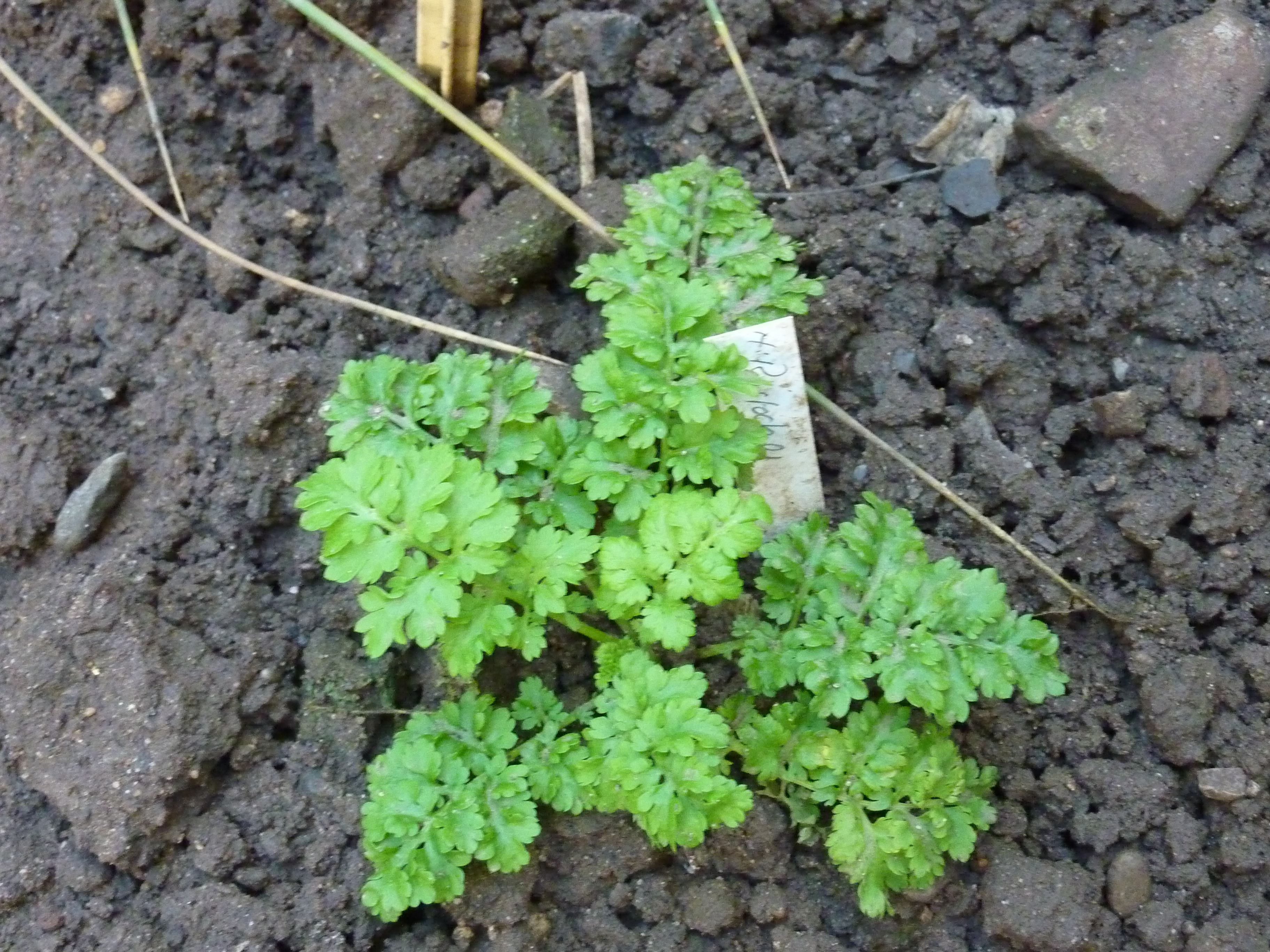
Le foglie

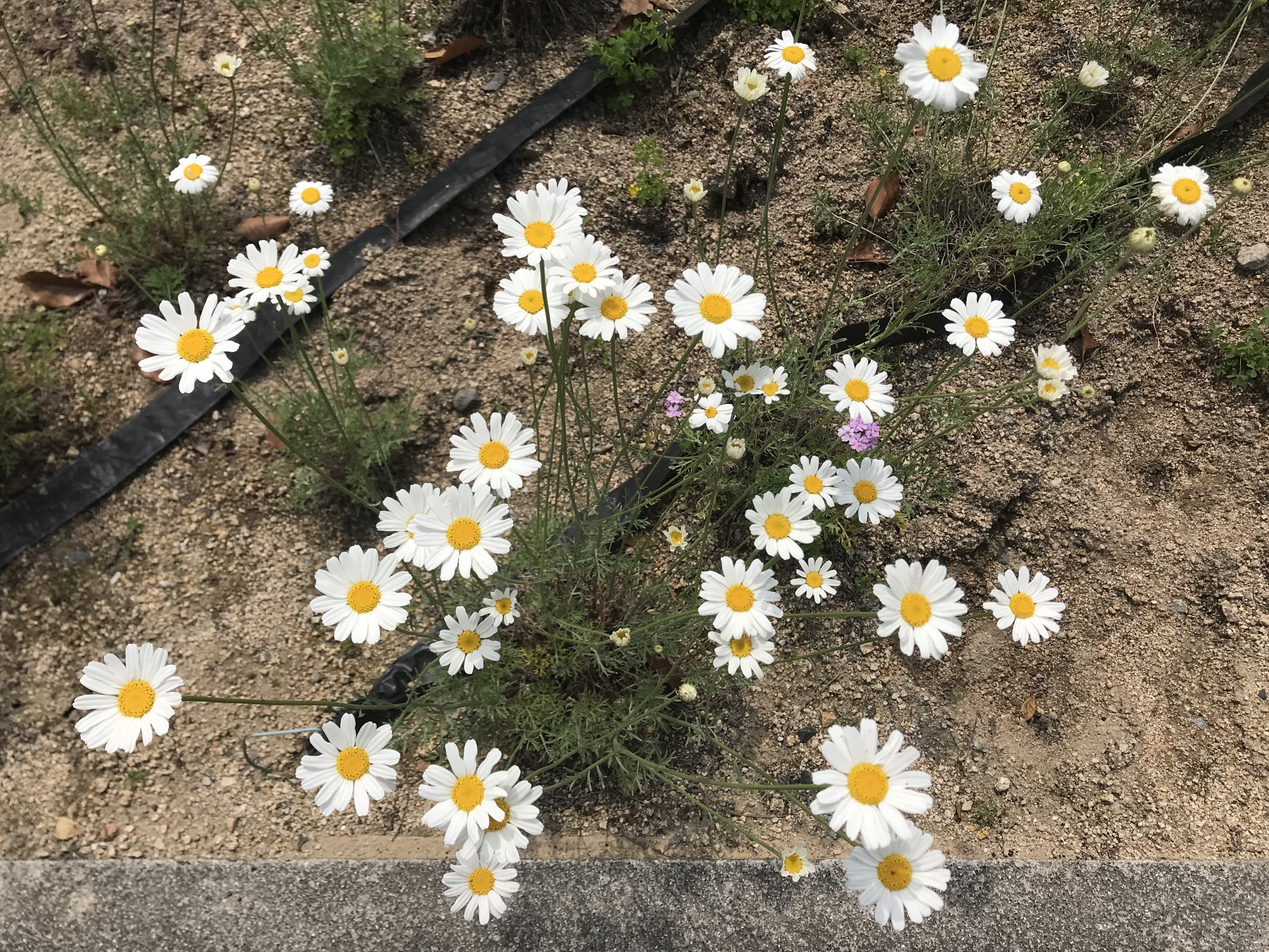
Infiorescenza

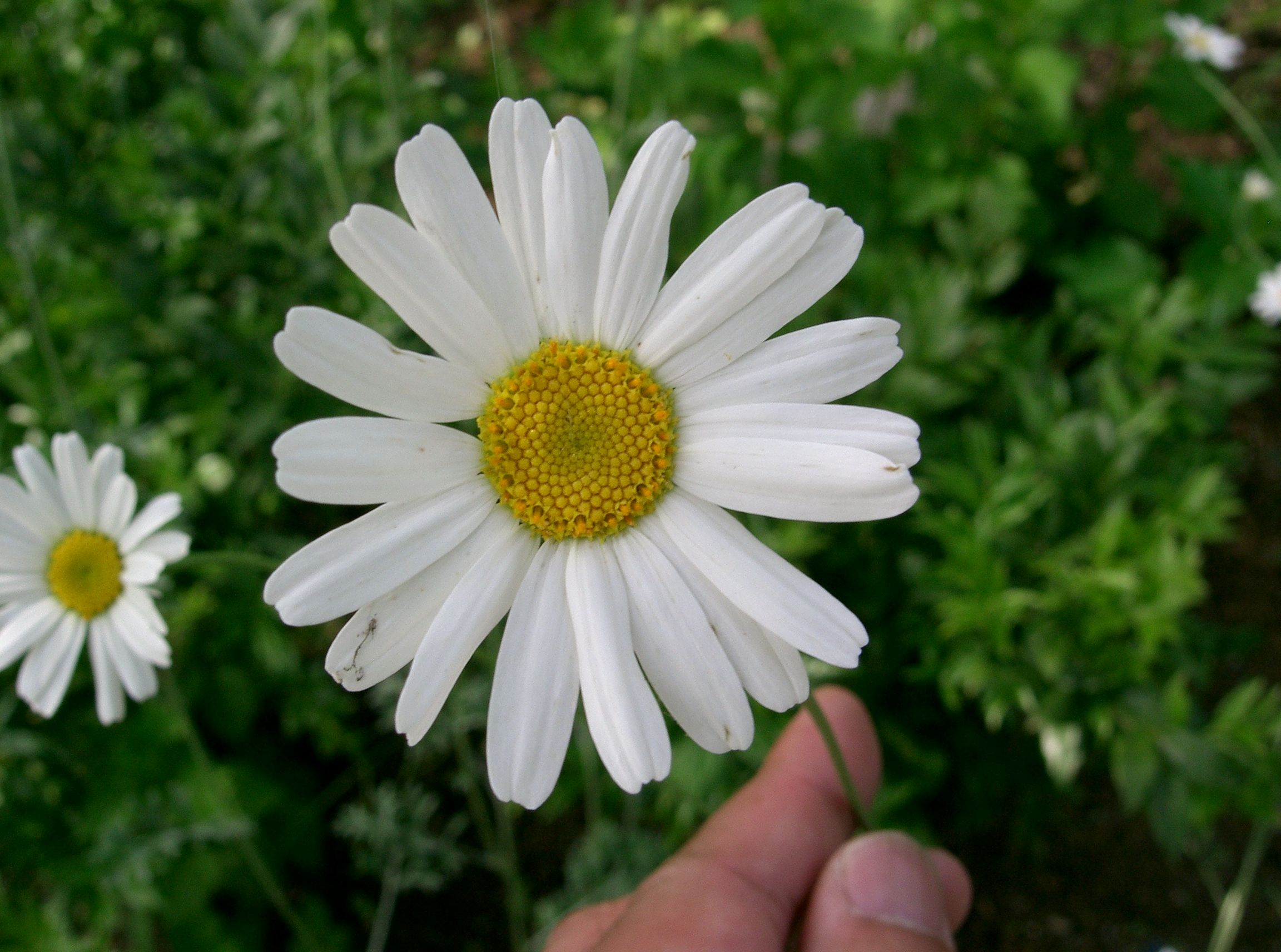
I fiori

Portamento. La specie di questa voce è una pianta erbacea perenne, cespugliosa, pelosa. La forma biologica è camefita suffruticosa (Ch suffr), sono piante perenni e legnose alla base, con gemme svernanti poste ad un'altezza dal suolo tra i 2 ed i 30 cm (le porzioni erbacee seccano annualmente e rimangono in vita soltanto le parti legnose). Le parti epigee hanno un forte odore aromatico. L'indumento densamente pubescente è formato da peli basifissi e/o medifissi talvolta stellati.
Radici. Le radici di norma sono secondarie da rizoma.
Fusto. I fusti hanno un portamento eretto, sono ramosi e striati nella parte alta e legnosi alla base, mentre possiedono un rizoma nella parte ipogea. Raramente possono essere prostrati. La superficie del fusto può essere sia glabra che pelosa. L'altezza può variare da 30 a 70 cm.
Foglie. Le foglie, lungo il fusto, sono disposte in modo alterno. Quelle basali sono picciolate, mentre le cauline sono sessili ma anche picciolate. La lamina è 2-pennatosetta; i segmenti sono disposti a ventaglio. Il bordo delle foglie è quasi sempre dentellato o crenato; mentre le due facce possono essere pelose per peli grigio-argentati. Il contorno delle lamine è ovato. Dimensioni delle foglie: 5 - 7 x 20 - 30 cm.
Infiorescenza. Le sinflorescenze comprendono capolini solitari su lunghi peduncoli (massimo 3 - 10 in corimbi). Le infiorescenze vere e proprie sono composte da un capolino terminale di tipo radiato. La struttura dei capolini è quella tipica delle Asteraceae: un peduncolo sorregge un involucro, con forme emisferiche, composto da diverse brattee, al cui interno un ricettacolo fa da base ai fiori di due tipi: fiori del raggio e fiori del disco. Le brattee, con forme lanceolate, largamente membranose-paglierine all'apice e margini bianco-scariosi, sono disposte in modo più o meno embricato su più serie (da 2 a 5). Il ricettacolo, leggermente convesso (o quasi piano) e alveolato, è sprovvisto (nudo) di pagliette avvolgenti la base dei fiori. Diametro del capolino: 4 - 5 cm.
Fiori.  I fiori sono tetra-ciclici (formati cioè da 4 verticilli: calice – corolla – androceo – gineceo) e pentameri (calice e corolla formati da 5 elementi). Si distinguono in:
- fiori del raggio (esterni): sono femminili e disposti su una sola serie; la forma è ligulata (zigomorfa); a volte possono mancare o essere sterili o neutri;
- fiori del disco (centrali): sono più numerosi con forme brevemente tubulose (attinomorfe); sono ermafroditi.

- Formula fiorale:

*/x K {\displaystyle \infty }, [C (5), A (5)], G 2 (infero), achenio
- Calice: i sepali del calice sono ridotti ad una coroncina di squame.

- Corolla:

- fiori del raggio: la forma della corolla alla base è più o meno tubulosa-imbutiforme (a volte pelosa), mentre all'apice è ligulata; la ligula termina troncata; il colore è bianco; la disposizione di questi fiori è raggiante e sporgono ben oltre l'involucro sottostante; lunghezza: 15 mm;
- fiori del disco: la forma è tubulare bruscamente divaricata in 4 - 5 lobi; i lobi, patenti o eretti, hanno una forma deltata o più o meno lanceolata; il colore è giallo.

- Androceo: l'androceo è formato da 5 stami (alternati ai lobi della corolla) sorretti da filamenti generalmente liberi; gli stami sono connati e formano un manicotto circondante lo stilo. Le antere alla base sono ottuse. Il tessuto dell'endotecio non è polarizzato. Il polline è sferico con un diametro medio di circa 25 micron;  è tricolporato (con tre aperture sia di tipo a fessura che tipo isodiametrica o poro) ed è echinato (con punte sporgenti).

- Gineceo: l'ovario è infero uniloculare formato da 2 carpelli. Lo stilo (il recettore del polline) è profondamente bifido (con due stigmi divergenti) e con le linee stigmatiche marginali separate o contigue. I due bracci dello stilo hanno una forma troncata e possono essere papillosi o ricoperti da ciuffi di peli.

- Antesi: da maggio a luglio.

Frutti. I frutti sono di tipo achenio con forme da obconiche a cilindriche, a sezione circolare, e a cinque-dieci coste sottili e a sezione pentagonale, ma a volte possono essere anche triangolari. Le coste non contengono cellule mucillaginifere (come viceversa in altri generi vicini) e le “vallecole” (canali longitudinali interposti alle costolature) sono prive del canale resinifero. La parte apicale è troncata e dentata o poco lobata. Lunghezza degli acheni: 2,5 - 3,5 mm.

## Biologia
Impollinazione: tramite insetti (impollinazione entomogama tramite farfalle diurne e notturne).

Riproduzione: la fecondazione avviene fondamentalmente tramite l'impollinazione dei fiori.

Dispersione: i semi cadono a terra e vengono dispersi soprattutto da insetti come formiche (disseminazione mirmecoria). Un altro tipo di dispersione è zoocoria: gli uncini delle brattee dell'involucro (se presenti) si agganciano ai peli degli animali di passaggio che portano così i semi anche su lunghe distanze. Inoltre per merito del pappo (se presente) il vento può trasportare i semi anche per alcuni chilometri (disseminazione anemocora).

## Distribuzione e habitat
Geoelemento: il tipo corologico (area di origine) è  Illirico / Sud Est Europeo.
Distribuzione: il piretro della Dalmazia è una specie autoctona dell'Europa sud-orientale (Croazia, Montenegro ed Albania), ma grazie alle sue proprietà viene ampiamente coltivato in Europa in particolare in Italia (Liguria) e Spagna, in Giappone, in Nord Africa, in Kenya e in Ruanda (dove le grandi piantagioni mettono a rischio il parco nazionale dei Virunga, habitat dei gorilla).
Habitat: l'habitat tipico per queste piante sono i coltivi (è coltivato come insetticida). Il substrato preferito è calcareo con pH basico, alti valori nutrizionali del terreno che deve essere arido.
Distribuzione altitudinale: sui rilievi alpini, in Italia, queste piante si possono trovare fino a circa 1500 m s.l.m.; nelle Alpi frequentano quindi i seguenti piani vegetazionali: collinare e montano (oltre a quello planiziale).

## Fitosociologia
Dal punto di vista fitosociologico alpino la specie di questa voce appartiene alla seguente comunità vegetale:
Formazione: delle comunità delle fessure, delle rupi e dei ghiaioni
Classe: Asplenietea trichomanis

## Sistematica
La famiglia di appartenenza di questa voce (Asteraceae o Compositae, nomen conservandum) probabilmente originaria del Sud America, è la più numerosa del mondo vegetale, comprende oltre 23.000 specie distribuite su 1.535 generi, oppure 22.750 specie e 1.530 generi secondo altre fonti (una delle checklist più aggiornata elenca fino a 1.679 generi). La famiglia attualmente (2021) è divisa in 16 sottofamiglie; la sottofamiglia Asteroideae è una di queste e rappresenta l'evoluzione più recente di tutta la famiglia.

### Filogenesi
Il gruppo di questa voce è descritto nella tribù Anthemideae, una delle 21 tribù della sottofamiglia Asteroideae). In base alle ultime ricerche nella tribù sono stati individuati (provvisoriamente) 4 principali lignaggi (o cladi): "Southern hemisphere grade", "Asian-southern African grade", "Eurasian grade" e "Mediterranean clade". Il genere Tanacetum (insieme alla sottotribù Anthemidinae) è incluso nel clade Eurasian grade. Nella struttura interna della sottotribù si individuano due cladi. Il genere di questa voce fa parte del clade comprendente i generi Archanthemis , Xylanthemum  e Gonospermum.
Nella "Flora d'Italia" di Sandro Pignatti le specie italiane di "Tanacetum" sono divise in due gruppi: (1) capolini con fiori ligulati bianchi e tubolosi gialli; (2) capolini con tubolosi gialli (quelli periferici sono un po' raggianti), mancano i fiori ligulati bianchi. La specie di questa voce appartiene al primo gruppo.
I caratteri distintivi della specie  Tanacetum cinerariifolium sono:
- la lamina delle foglie ha un contorno ovato;
- i capolini sono isolati su lunghi peduncoli;
- l'involucro ha delle forme emisferiche;
- i fiori ligulati sono bianchi.

Il numero cromosomico delle specie di questa voce è: 2n = 18 (numero di base), 24, 27, 29, 31, 34 e 36.

### Sinonimi
Sono elencati alcuni sinonimi per questa entità:
- Chrysanthemum cinerariifolium (Trevir.) Vis.
- Pyrethrum cinerariifolium  Trevir.
- Chrysanthemum rigidum  Vis.
- Chrysanthemum turreanum  Vis.
- Pyrethrum elongatum  Duch.
- Pyrethrum turreyanum  Less.
- Pyrethrum willemotii Duch.

## Usi
Questa pianta è coltivata per le sue proprietà insetticide. Dai capolini raccolti appena schiusi, fatti essiccare all'ombra e macinati si ottiene una polvere giallo-verdognola detta "razzia" o piretro dall'alto potere insetticida in quanto contenente particolari principi attivi (le piretrine) che agiscono sul sistema nervoso degli insetti.